# Lyrical Son
Фестим Арифи (алб. Festim Arifi; Приштина, 28. јануар 1984), познат као Lyrical Son, албански је репер и текстописац са Косова и Метохије.

## Биографија

### 1984—2000: Детињство, младост и почетак каријере
Рођен је 28. јануара 1984. године у Приштини. Почео је да репује док је био у средњој школи, а озбиљно је почео да се бави музичком каријером после рата на Косову и Метохији. Током основне школе је усвојио своје уметничко име.

### 2019—данас:и
У јулу 2018. био је један од извођача на фестивалу Sunny Hill Festival у Приштини. У августу 2019. поново је наступио на фестивалу. У децембру 2021. Арифи и MC Kresha најавили су свој четврти заједнички албум Muzikë e Alltisë, који је објављен 12. јануара 2022.

## Приватни живот
Дана 19. августа 2014. оженио се својом дугогодишњом партнерком, Гресом Краснићи.

## Дискографија

### Албуми

#### Студијски албуми
| Назив | Детаљи |
| ----- | --- |
|       | - Датум објављивања: 19. октобар 2008. - Дискографска кућа: Самоиздаваштво - Формат: дигитално преузимање, стриминг |
|       | - Датум објављивања: 13. август 2013. - Дискографска кућа: , - Формат: дигитално преузимање, стриминг               |

#### Заједнички албуми
| ( и )                                                                                  | - Датум објављивања: 27. октобар 2011. - Дискографска кућа: - Формат: дигитално преузимање, стриминг   | —  |
| ( и )                                                                                  | - Датум објављивања: 10. јун 2016. - Дискографска кућа: - Формат: дигитално преузимање, стриминг       | 4  |
| (, и )                                                                                 | - Датум објављивања: 17. фенруар 2019. - Дискографска кућа: , - Формат: дигитално преузимање, стриминг | —  |
| ( и )                                                                                  | - Датум објављивања: 12. јануар 2022. - Дискографска кућа: , - Формат: дигитално преузимање, стриминг  | 35 |
| „—” означава албум који није доспели на топ-листе или није објављен на тој територији. | |    |